# Iris kashmiriana
Iris kashmiriana är en irisväxtart som beskrevs av John Gilbert Baker. Iris kashmiriana ingår i släktet irisar, och familjen irisväxter. Inga underarter finns listade i Catalogue of Life.